# 東北学院大学硬式野球部
東北学院大学硬式野球部（とうほくがくいんだいがくこうしきやきゅうぶ、英: Tohoku Gakuin University Baseball Club）は、仙台六大学野球連盟に所属する大学野球チーム。東北学院大学の学生によって構成されている。

## 歴史

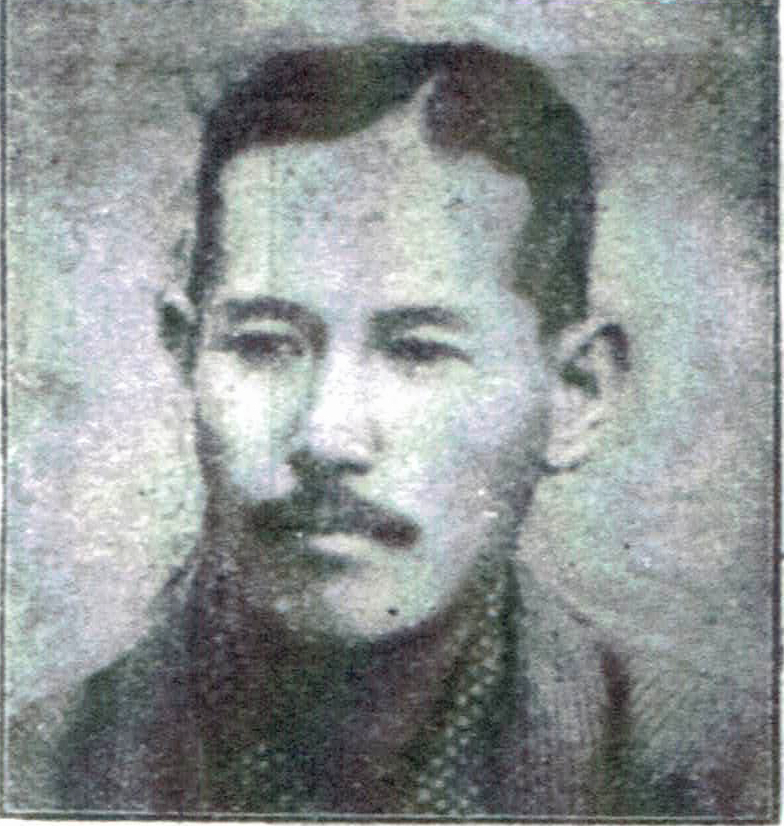
押川春浪

1893年（明治26年）、押川春浪（東北学院創設者・押川方義の長男）により設立。
1947年（昭和22年）、全国実業専門学校野球大会で全国制覇を果たした。
1953年（昭和28年）、第2回大会が開催された全日本大学野球選手権大会の本塁打第1号は、本学の千葉七郎が1回戦の対西南学院大学戦で記録したものであり、まだ仙台六大学野球連盟発足（1969年）以前のことである。全日本大学野球選手権大会には仙台六大学野球連盟発足以前の1952年（昭和27年）の第1回大会から1982年（昭和57年）の第31回大会まで通算19回の出場を誇る古豪である。
このように、1969年（昭和44年）の仙台六大学野球リーグ発足当初から1979年（昭和54年）の東北福祉大による春秋リーグ戦連覇までは、東北工業大（優勝4回）や仙台大（同1回）を引き離し、東北学院大がリーグ優勝常連校（同13回）だった。
しかし、福祉大が上記1979年春のリーグ戦初優勝、続いて秋の第10回明治神宮野球大会初出場、1981年春秋リーグ連覇、1982年秋季リーグ優勝と積み重ね、さらに1983年（昭和58年）春秋リーグ連覇と第32回全日本大学野球選手権大会に初出場を遂げた頃からリーグ戦の様相が変わる。この間、東北学院も1982年の第31回全日本大学野球選手権大会1回戦で3年高野光投手らを擁する優勝候補東海大を1-0で下すも、2回戦で優勝した田中富生投手や木戸克彦らの法政大に2-9（7回コールド）で敗退に終わった。
以降、1980年代を通じて全国の強豪校に変貌した福祉大が、毎年のリーグ戦連覇と共に全日本大学野球選手権大会代表校の座を、のみならず（地区代表決定戦に敗退の場合を除いて）明治神宮野球大会代表校の座も独占することとなる。
2006年（平成18年）春季リーグで、エース岸孝之の奮闘でおよそ18年ぶりとなる実に1988年（昭和63年）秋以来35季ぶり（平成に入って初）17回目の優勝と第55回全日本大学野球選手権大会出場を果たした。
2012年（平成24年）秋季リーグで、18回目の優勝を果たす。

## 東北学院大学スポーツ特別強化プロジェクト
スポーツを教育の一貫と捉えた特別強化プロジェクト。特別強化の対象スポーツを「硬式野球」と「女子バスケット」に絞り、人材を集め、全国大会で戦える組織とする。このプロジェクトには、言うまでもなく結果も求められている。

## 練習場
東北学院大学 泉キャンパス（仙台市泉区天神沢）

## 記録
※以下、2023年現在。
- リーグ優勝18回
- 全日本大学野球選手権 出場20回
- 明治神宮野球大会 出場1回

## 主な出身者
- 仁部智（元広島）
- 星孝典（元巨人→西武。現監督[1]）
- 岸孝之（西武→楽天）
- 伊藤祐介（元ソフトバンク）
- 本田圭佑（オリックス）
- 鈴木遼太郎（元日本ハム）
- 相沢滋（元七十七銀行）